# Ubajay
Ubajay är en ort i Argentina.   Den ligger i provinsen Entre Ríos, i den östra delen av landet, 300 km norr om huvudstaden Buenos Aires. Ubajay ligger 54 meter över havet och antalet invånare är 2 334.
Terrängen runt Ubajay är platt. Runt Ubajay är det ganska glesbefolkat, med 21 invånare per kvadratkilometer.. Det finns inga andra samhällen i närheten.
Trakten runt Ubajay består i huvudsak av gräsmarker.